# Melandsvågen
Melandsvågen är en tidigare tätort i Bømlo kommun i Vestland fylke i västra Norge. Orten ligger på västsidan av ön Bømlo, söder om kommunens centralort Svortland. Den 1 januari 2017 hade den dåvarande tätorten 655 invånare.  